# Horace Elgin Dodge
Horace Elgin Dodge, född 17 maj 1868 i Niles, Michigan, död 10 december 1920 i lunginflammation i följd av spanska sjukan, var en pionjär inom den amerikanska bilindustrin, och grundade tillsammans med sin äldre brodern John, bilmärket Dodge.